# Apeadeiro de Senhora das Neves

Mapa da Linha do Minho. O Apeadeiro de Senhora das Neves aparece entre Viana do Castelo e Barroselas.

O Apeadeiro de Senhora das Neves é uma gare da Linha do Minho, que serve Neves e Vila de Punhe, no concelho de Viana do Castelo, em Portugal.

## História
Este apeadeiro insere-se no lanço da Linha do Minho entre as estações de Darque e Barcelos, que abriu à exploração no dia 24 de Fevereiro de 1878.